# 글라디올러스족
글라디올러스족(gladiolus族, 학명: Gladioleae 글라디올레아이[*])는 크로커스아과의 족이다.

## 하위 분류
- 글라디올러스속(Gladiolus Tourn. ex L.)
- Melasphaerula Ker Gawl.